# Veddelev
Veddelev – miasto w Danii, w regionie Zelandia, w gminie Roskilde.